# Heinrich Zimmer

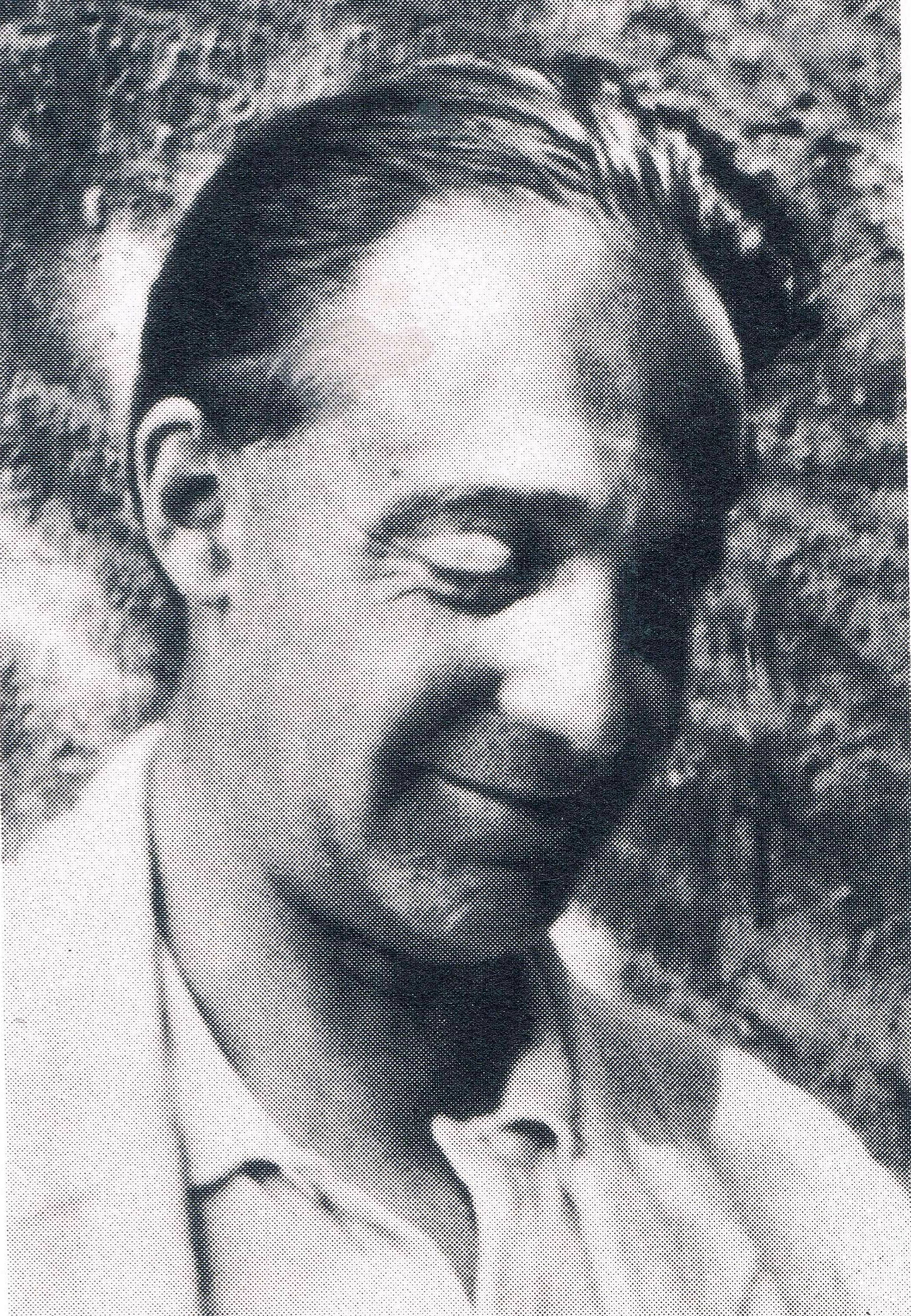
Heinrich Zimmer w 1933

Heinrich Robert Zimmer (ur. 6 grudnia 1890 w Greifswaldzie – zm. 20 marca 1943 w New Rochelle), niemiecki indolog.
Karierę naukową rozpoczął Zimmer od studiowania sanskrytu na  Uniwersytecie w Bonn – studia ukończył w roku 1913. W latach 1920–1924 wykładał w  Greifswaldzie, po czym został profesorem filozofii indyjskiej na Uniwersytecie w Heidelbergu; W 1929 roku poślubił Christiane, córkę Hugo von Hofmannsthala; w 1939 roku musiał emigrować z Niemiec z powodu prześladowań przez narodowych socjalistów; Zimmer wyjechał najpierw do Anglii, gdzie podjął wykłady na Oksfordzie. W 1942 roku wyjechał do Nowego Jorku – otrzymał stanowisko na Columbia University.
Oryginalność metody naukowej wypracowanej przez Zimmera polegała na tym, że badał on wyobrażenia religijne, traktując je jako klucz do procesu transformacji psychicznej człowieka – była to metoda nietradycyjna, toteż Zimmer, choć dysponujący olbrzymią wiedzą fachową, ściągnął na siebie wiele krytyk konserwatywnych uczonych. Znalazł za to uznanie outsiderów takich jak on – m.in. Carla Gustava Junga, z którym się przyjaźnił (spotkali się po raz pierwszy w roku 1932; Zimmer oraz Richard Wilhelm byli jednymi z niewielu mężczyzn, z którymi Jung się przyjaźnił). Dzieło Zimmera w szczególny sposób cenił Joseph Campbell, który zajął się publikowaniem jego pism ze spuścizny. Heinrich Zimmer jest jednym z najważniejszych popularyzatorów myśli i kultury Wschodu na gruncie europejskim.

## Dzieła
- Philosophie und Religion Indiens, herausgegeben von Joseph Campbell. Frankfurt a.M. 1961.
- Der Weg zum Selbst: Lehre und Leben des Shri Ramana Maharshi, Diederichs Gelbe Reihe; 7: Indien.
- Myths und Symbols in Indian Art and Civilization, New York 1946.